# 周俶
周俶（1514年—？年），字初卿，四川成都府成都縣人，四川織染局匠籍，治《書經》，明朝政治人物。

## 生平
五月初九日生，行二，由國子生中式嘉靖十六年（1537年）丁酉科四川鄉試第三十七名舉人，年二十八歲中式嘉靖二十年（1541年）辛丑科會試第一百五十四名，第三甲第一百四十三名進士。官至江西廣信府知府。四十三年任江西按察司副使，改中憲大夫雲南按察司副使。

## 家族
曾祖周福；祖周應祖；父周杲；母鄧氏。具慶下，妻楊氏，兄俊。